# Uzmaston and Boulston
Uzmaston and Boulston var en community i Uzmaston, Boulston and Slebech i Storbritannien.   Den ligger i kommunen Pembrokeshire och riksdelen Wales, i den södra delen av landet, 300 km väster om huvudstaden London. Den hade 571 invånare (2001).